# شتیتاره
شتیتاره (به صربی: Štitare) یک منطقهٔ مسکونی در صربستان است که در کروشواتس واقع شده‌است. شتیتاره ۵۳۵ نفر جمعیت دارد.